# Gretel Gemmert
Margarete Adelheid Gemmert, genannt Gretel, (* 14. Juni 1923 im Herrenhaus Cromford in Ratingen; † 17. September 2004) war eine deutsche Bildhauerin, Zeichnerin und Radiererin.

## Leben
Gretel Gemmerts Vater war Franz Josef Gemmert (* 5. November 1891; † 19. Januar 1967), verheiratet mit Maria Gemmert, geb. Maas (* 15. Mai 1892; † 14. April 1979), der langjährige Direktor der Spinnweberei Cromford. Nach dem Zweiten Weltkrieg wurde er Ratingens erster Bürgermeister. Im Haus Cromford verbrachte Gretel mit ihren drei Geschwistern Franz-Josef, genannt Fränzel, Maja und Leo ihre Jugend.
Gretel Gemmert machte von 1944 bis 1946 eine Lehre bei der Bildhauerin und Keramikerin Felicitas Klatte-Colonna. Von 1946 bis 1949 erfolgte ihre weitere bildhauerische Ausbildung bei Kurt Zimmermann. Sie wurde später auch seine Nachlassverwalterin. Ab 1949 arbeitete Gretel Gemmert als freischaffende Künstlerin. 1950 verlegte sie ihren Wohnsitz von Ratingen nach Düsseldorf. Bis 1959 arbeitete sie noch im Atelier Kurt Zimmermanns. Im Jahr 1961 bezog sie ein kleines Wohnatelier in der Franz-Jürgens-Straße 12 der 1936 erbauten Düsseldorfer Künstlersiedlung Golzheim. Dort lebte und arbeitete sie bis zu ihrem Tod.
1968 heiratete Gretel Gemmert den am 15. Mai 1930 in Ratingen geborenen Maler und Grafiker Karl Heinz Krauskopf.
Gretel Gemmert starb nach kurzer, schwerer Krankheit am 17. September 2004 im Alter von 81 Jahren und wurde auf dem Düsseldorfer Nordfriedhof im Urnengrab ihres Mannes Karl Heinz Krauskopf beigesetzt.
Sie gehörte dem Künstlerverein Malkasten an.

## Werk
Gemmert entwickelte Kleinplastiken bis hin zu lebensgroßen Figuren. Sie arbeitete in Gips, Ton,  Bronze und Stein. Als Motive wählte sie häufig Heilige, Frauen sowie Kinder. Vielfach bearbeitete sie dabei die Themen Tanz und Musik.
Bis in die 1960er Jahre war der Einfluss ihres Lehrers prägend (Pietà, 1967), ihre formstrengen Werke wandelten sich jedoch allmählich. Profane Kleinbronzen, wie Frau im Wind (1970) und Spiritual Sängerin (1975) sind fließender geformt und wirken weiblicher. Neben Bronzen fertigte sie kleinformatige Steinarbeiten, die sparsam aus dem Block herausgearbeitet wurden sowie Medaillen. Mit Carl Moritz Schreiner schuf sie die Lacomblet-Plakette, die vom Düsseldorfer Geschichtsverein vergeben wird. Ihre Radierungen und Kohlezeichnungen korrespondieren mit den plastischen Arbeiten.

## Ausstellungen (Auswahl)
- 1952: Leopold-Hoesch-Museum, Düren[3]
- 1960: Stadtmuseum, Rathingen[3]
- 1974: Niederrheinisches Museum, Duisburg[3]
- 1977: Deutsches Klingenmuseum, Solingen[3]
- 1979: Städtische Kellergalerie, Palais Wittgenstein, Düsseldorf (mit Jeanette Plücken, Katalog)[3][8]
- 1980: Robert-Schumann-Institut[3]
- 1985: Künstlerverein Malkasten[3]
- 1993: Stadtmuseum Düsseldorf (mit Kurt Zimmermann, Katalog)[3]
- 1994: Gretel Gemmert - Skulpturen, LVR-Industriemuseum Ratingen[9]

## Werke im öffentlichen Raum
- Plastik Ministrant, Albertus-Magnus-Kirche, Düsseldorf[3]
- Sich wiegendes Kind (Bronze, 1955), Unterrather Str. 163, Düsseldorf[3][10]
- Madonna mit Kind, Priesterseminar, Köln[3]
- Entwurf zur Kölner Madonna, Pfarrhaus, Wittlaer[3]
- Hochkreuz, St. Apollinaris, Oberbilk[11]
- Grundschule am Fröbelweg[4]
- Vorplatz des alten Lintorfer Rathauses[4]